# Stenodema holsata
Stenodema holsata (Fabricius 1787) је врста стенице која припада фамилији Miridae.

## Распрострањење
Врста је распрострањена широм Европе, до Сибира, Мале Азије, централне Азије и Кине. Такође је присутна на подручју Велике Британије, осим на подручју југоисточне Енглеске. У Србији је присутна на планинама, најчешће на висинама преко 1000 м надморске висине.

## Опис
Stenodema holsata је једна од ситнијих врста рода Stenodema, дужина тела је око 6–7 mm. Тело је издужено, светло браон боје као и код већине врста овог рода. Током пролећа основна боја тела постаје зелена, мужјаци су нешто тамнији, а пред хибернацију је тело поново светло браон боје. Пронотум има јасну, дубоку пунктуацију. Први антенални сегмент има кратке длаке, краће него код других врста овог рода. Основна карактеристика која је издваја од осталих сличних врста јесте краће и здепастије тело.

## Биологија
Одрасле јединке се могу срести од почетка лета у зависности од поднебља, у Србји већ од маја али су најчешће током јула, августа и септембра. Храни се на различитим врстама трава (Poaceae). Врста презимљава у стадијуму одрасле јединке.

## Синоними
- Stenodema holsatum (Fabricius, 1787)